# Landschaftspark Hachinger Tal
Der Landschaftspark Hachinger Tal ist ein rund 126 Hektar großer Landschaftspark im Verwaltungsgebiet Neubiberg, Ottobrunn und Unterhaching im Süden von München. Er entstand auf dem Gelände des ehemaligen Fliegerhorsts Neubiberg (ohne Gebäude).

## Geschichte, Freizeitnutzung, Pflanzen, Tiere
1997 hat die Gemeinde Unterhaching bei München einen Großteil des aufgelassenen Flugplatzes gekauft und ab 2001 schrittweise mit der Umgestaltung begonnen. Der Entwurf stammt vom Landschaftsarchitekturbüro Atelier Loidl aus Berlin.
Der Landschaftspark ist in verschiedene Zonen eingeteilt: Während der südliche/südöstliche Teil großteils für die Natur reserviert ist, liegen Sport- und Erlebnisbereiche westlich der Autobahnbrücke sowie im Nordosten, in dem zu Neubiberg gehörenden Teil. 
Die ehemalige Start- und Landebahn, die die Mittelachse des Parks bildet, zieht heute u. a. Inline-Skater und Kitesurfer an. Auf der sogenannten Hundemeile am Nordrand des Parks dürfen Hunde frei laufen, auf dem restlichen Gelände müssen sie an der Leine geführt werden.
Weitere Freizeit-Einrichtungen sind ein Fun-Park, Beachvolley- und Fußballplätze sowie ein Wasserspielplatz am Hachinger Bach.

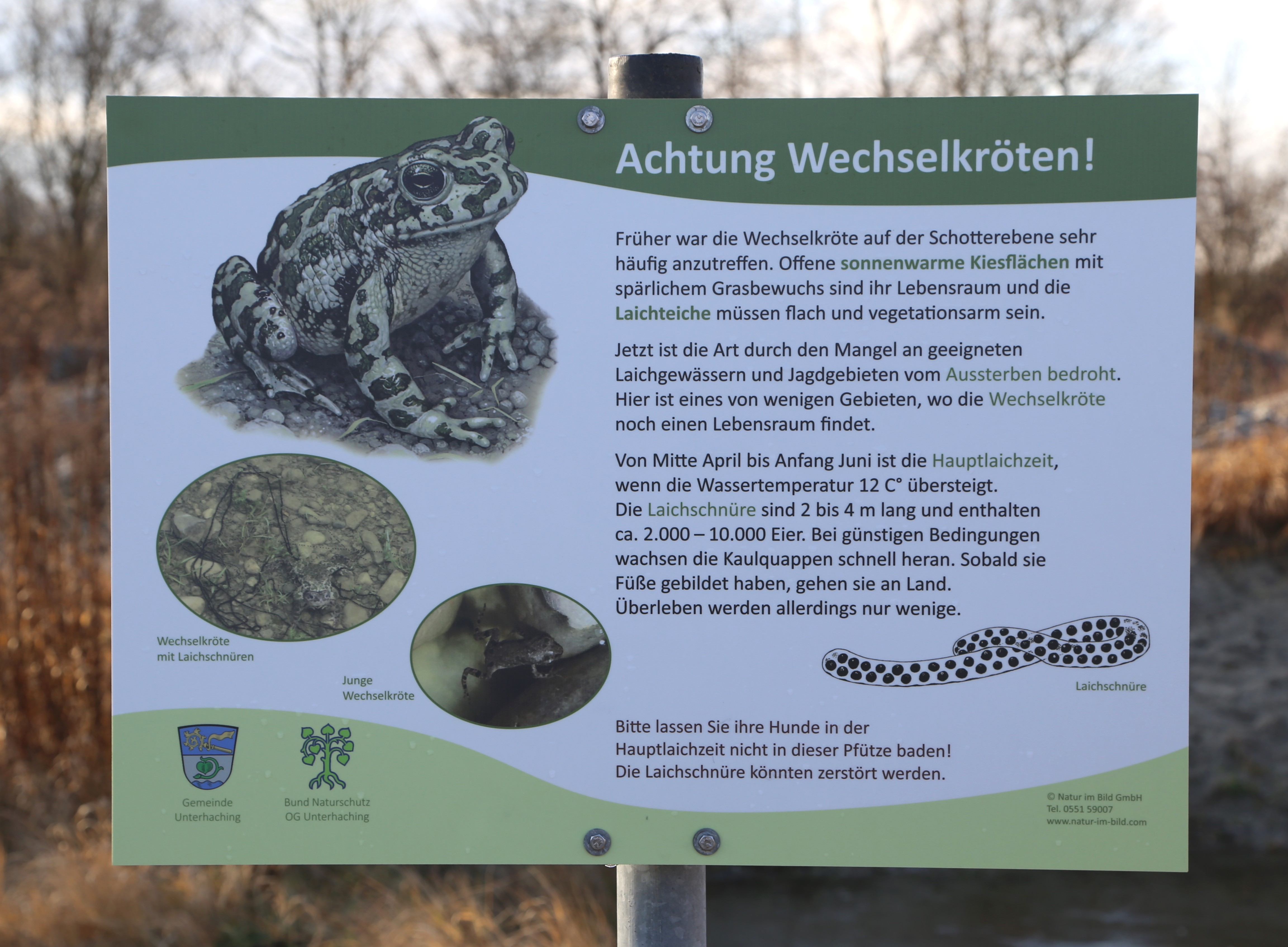
Schutzhinweis Landschaftspark Hachinger Tal, Unterhaching

Das Gelände beinhaltet eine Restfläche der einstigen 'Perlacher Haid', einer durch langjährige Beweidung entstandenen weitläufigen Grasheide. Die Wiesen werden zu artenreichen Magerwiesen, stellenweise auch zu Magerrasen entwickelt. Auf diesen Flächen, die zeitweise nicht betreten werden dürfen, kommen Arten vor, die auf der Roten Liste bedrohter Tierarten stehen, wie z. B. Feldlerche, Wachtel, Idas-Bläuling und Himmelblauer Bläuling.
In den Randbereichen wurden Gebüsche gepflanzt, die als Brutplatz für Neuntöter, Gelbspötter und Dorngrasmücke dienen. Darüber hinaus kommt die Zauneidechse vor. 
Von der Gemeinde Unterhaching sowie der Stadt München wurden mehrere Laichgewässer für Amphibien angelegt. Sie dienen v. a. dem Schutz der in Bayern vom Aussterben bedrohten Wechselkröte. Daneben kommen weitere Arten wie Laubfrosch und Bergmolch vor. 
Westlich der Autobahn wurden Streuobstwiesen angelegt. Der Hachinger Bach, der das Gelände im Westen durchfließt, wurde renaturiert und ein Auwald angepflanzt. Stege am Bach ziehen v. a. an warmen Tagen Erholungssuchende an. 
Bemerkenswert ist, dass die Bürger von Unterhaching in die Gestaltung und Pflege des Landschaftsparks einbezogen werden. So gibt es u. a. einen Arbeitskreis „Obstwiese“, dessen Mitglieder ehrenamtlich die Pflanzung und Pflege der Obstwiese übernehmen. Der Arbeitskreis „Bewusstseinsbildung Landschaftspark“ kümmert sich um die Information der Besucher, insbesondere um Hinweise auf Flora und Fauna und die Schutzbereiche für die bedrohten Arten.
Der Landschaftspark Hachinger Tal ist Teil des Münchner Grüngürtels.

## Ehemalige Bunker
Auf dem Gelände befinden sich mehrere zugeschüttete Bunker.

## Abbildungen

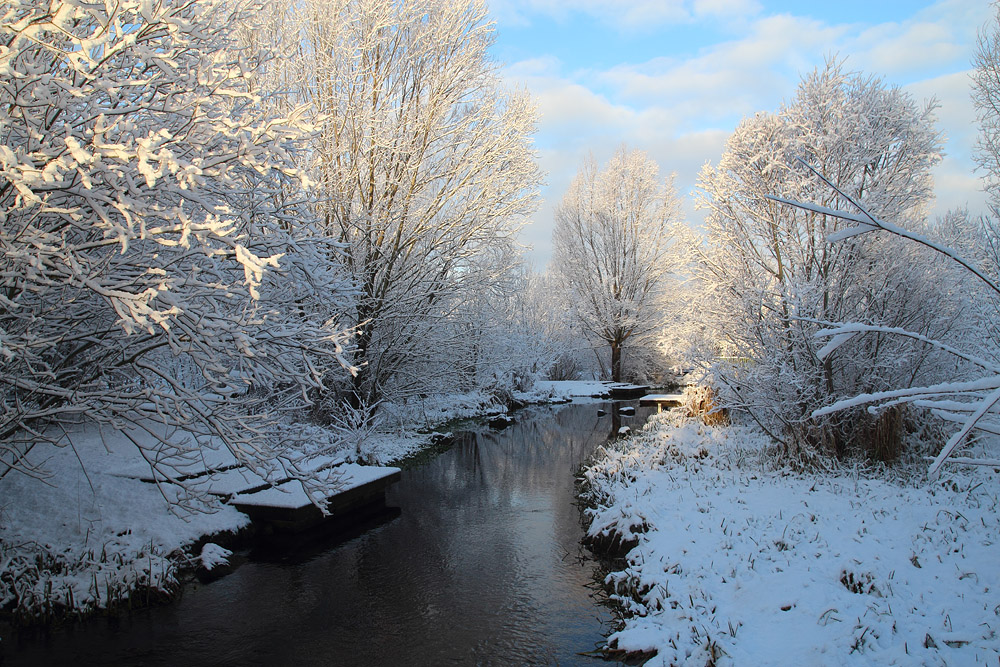
Landschaftspark Hachinger Tal – Hachinger Bach
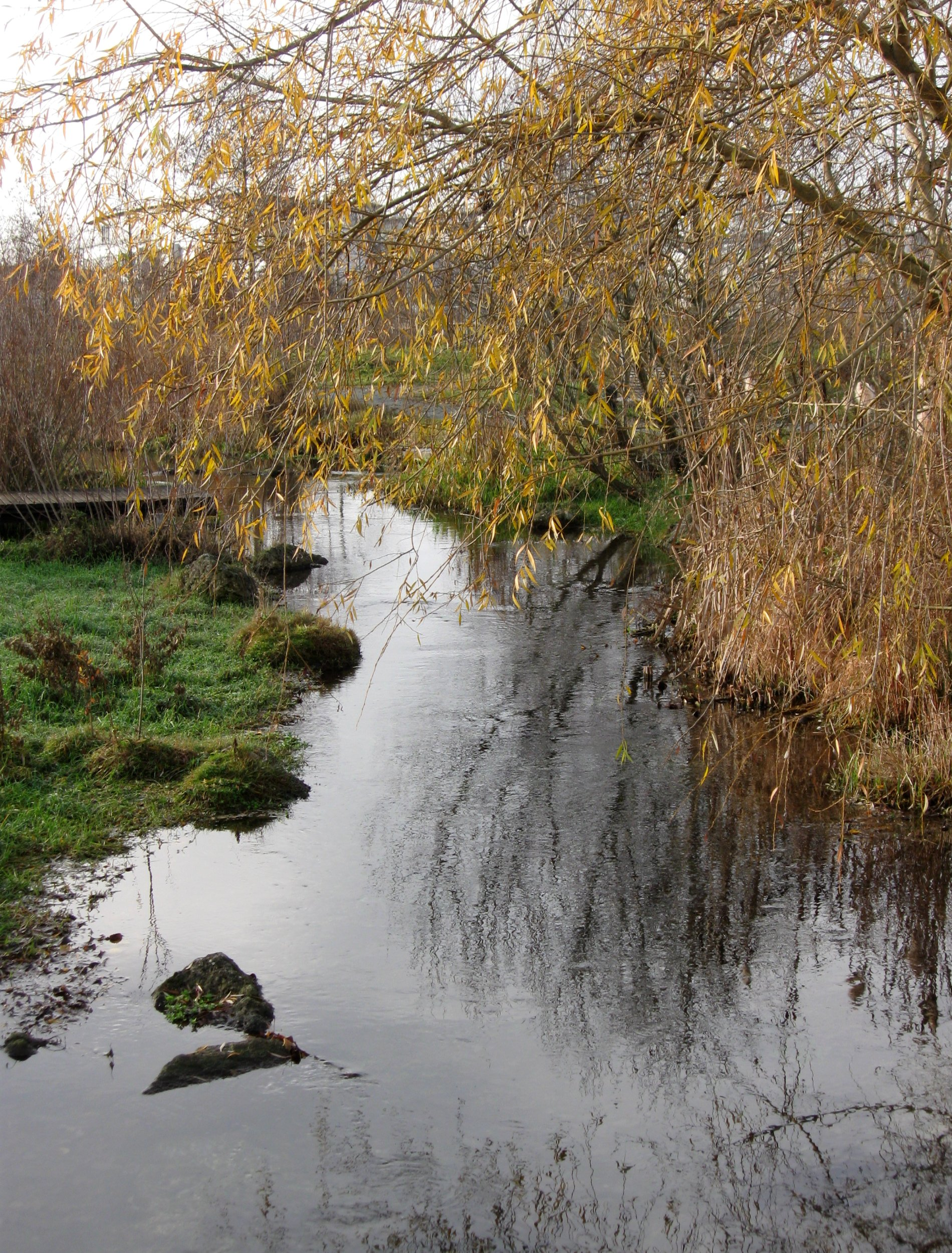
Hachinger Bach
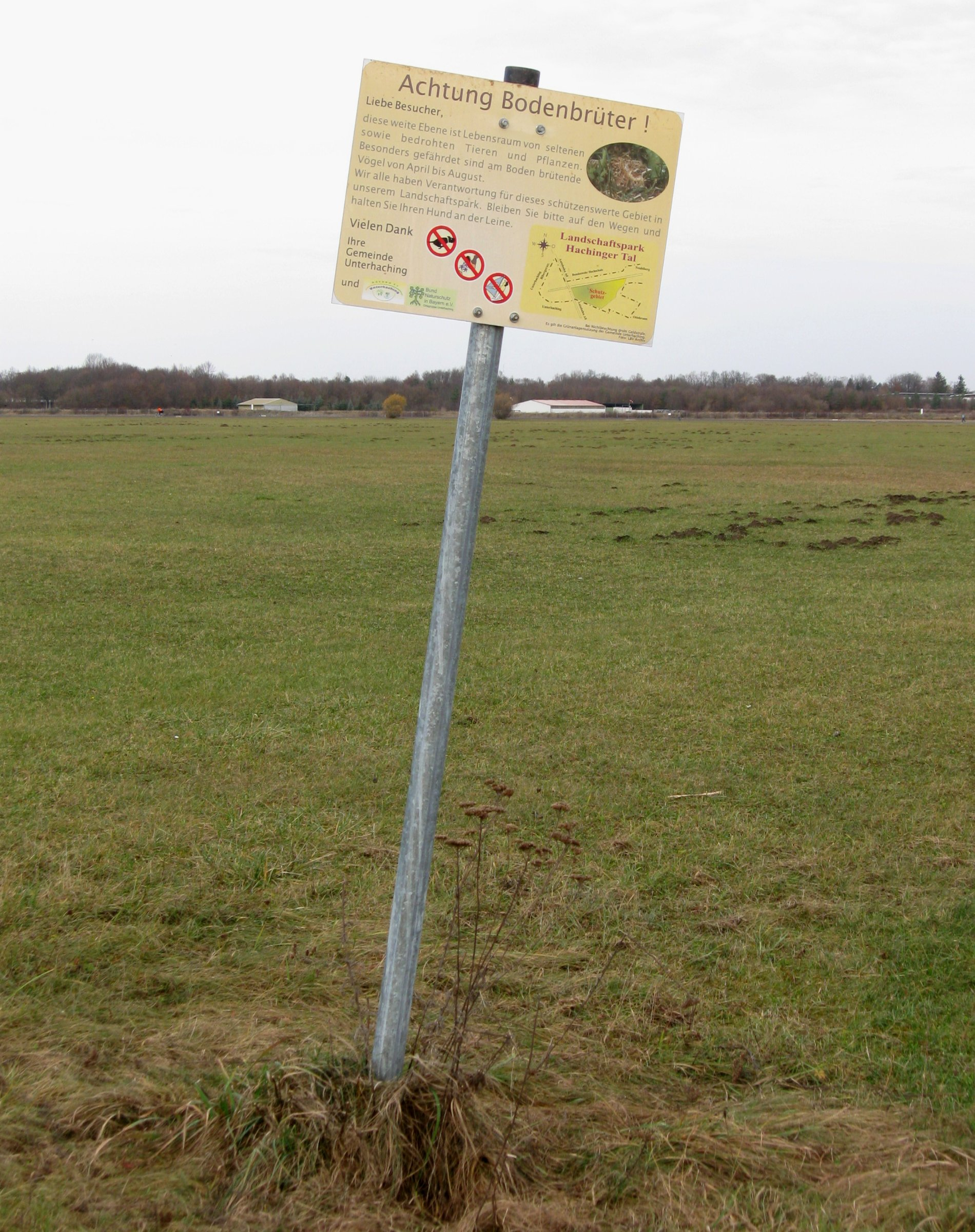
Schutzgebiet für Bodenbrüter
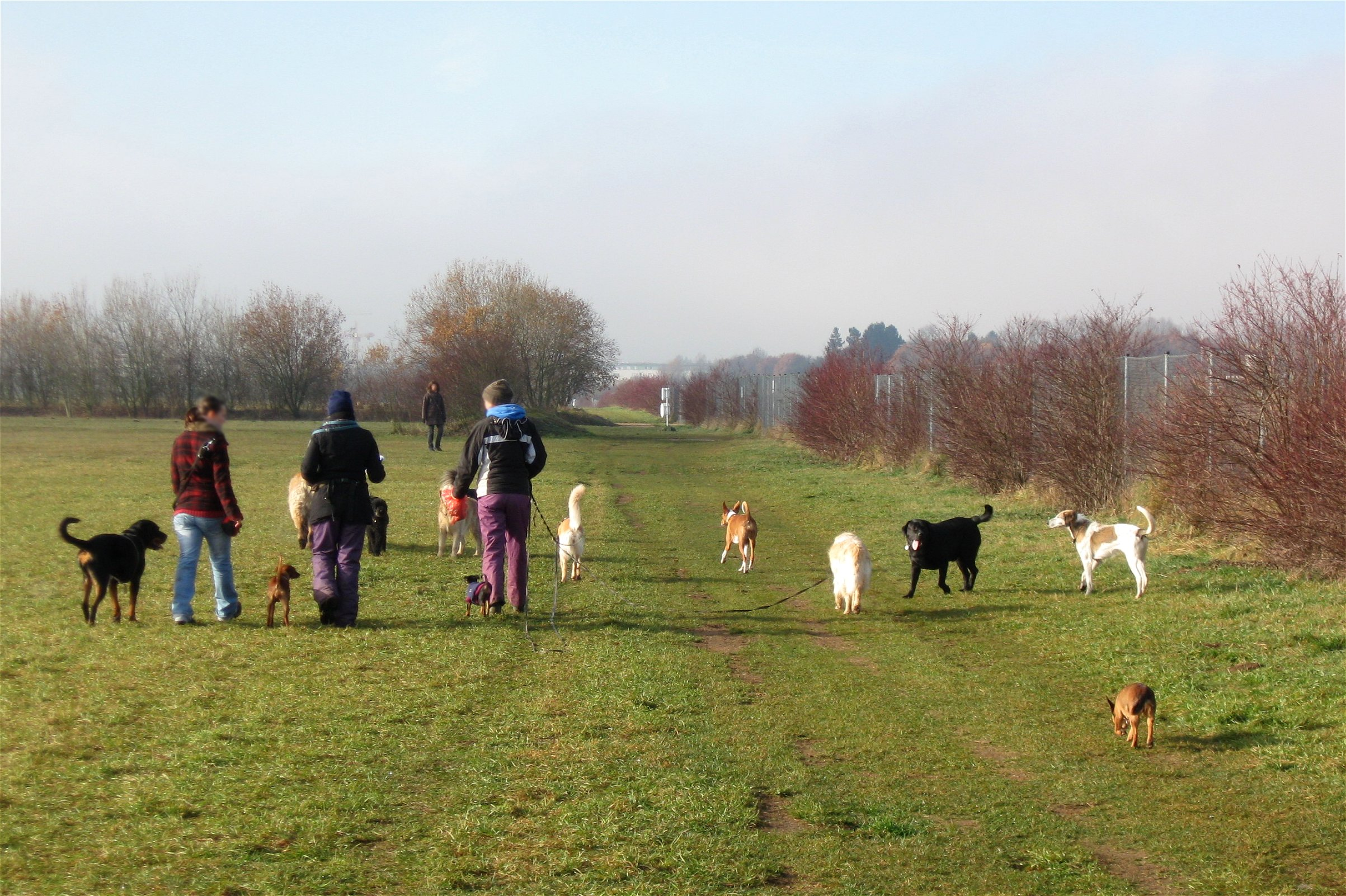
Hundemeile
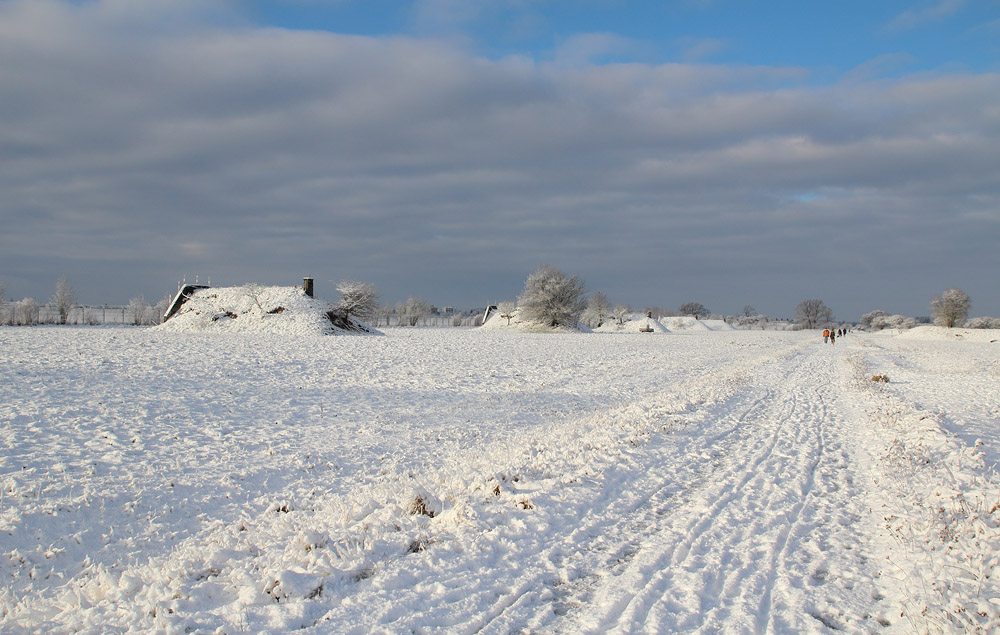
Landschaftspark Hachinger Tal – ehemaliges Bunkergelände, jetzt Schafweide
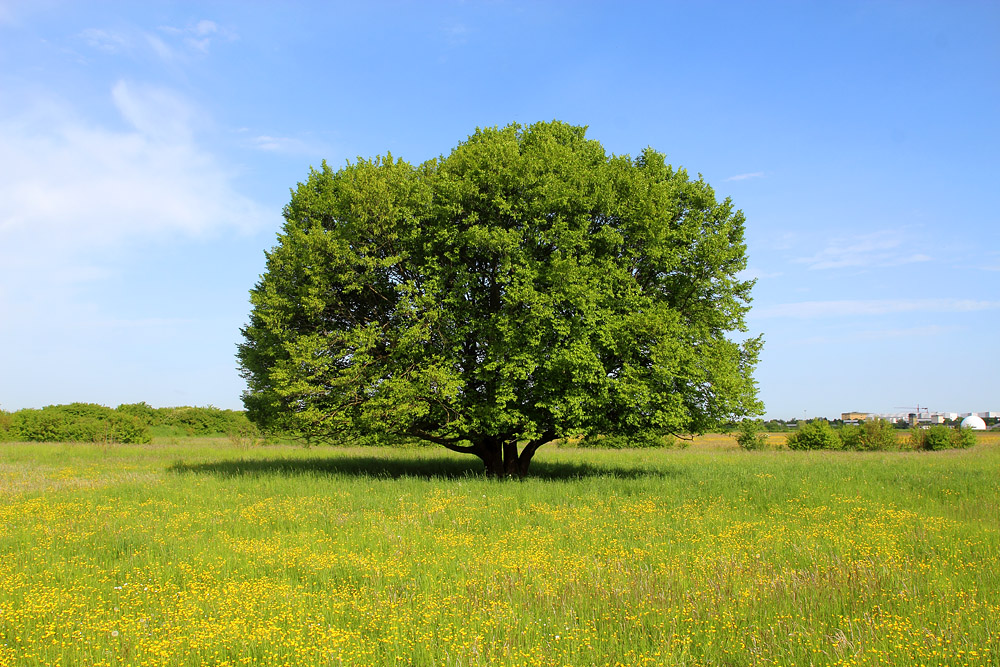
Landschaftspark Hachinger Tal – Hainbuche
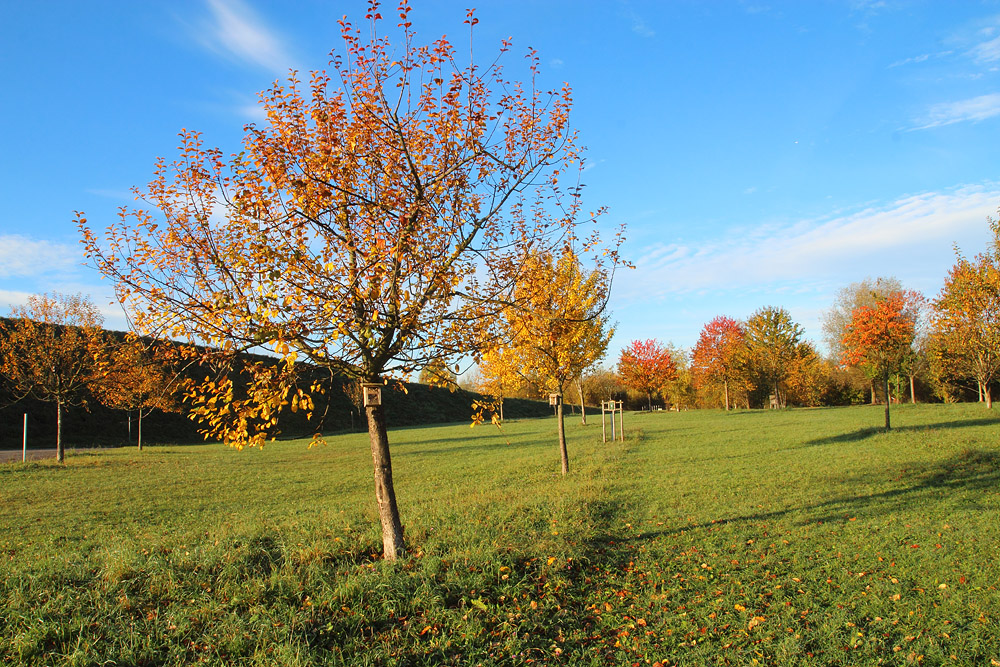
Landschaftspark Hachinger Tal – Streuobstwiese
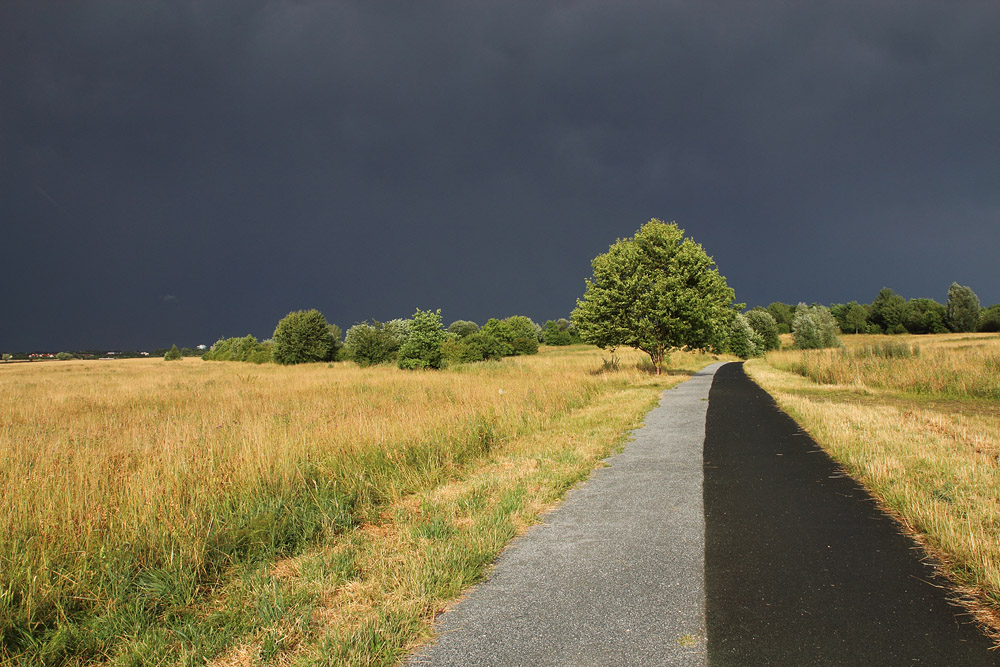
Landschaftspark Hachinger Tal
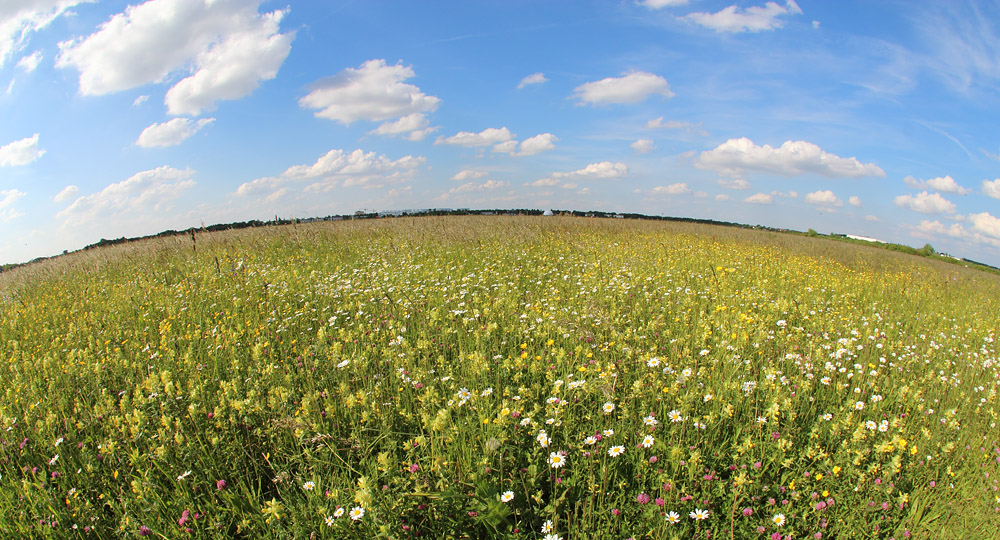
Landschaftspark Hachinger Tal – Wiesenbrüterschutzgebiet